# 进步农村居民点
进步农村居民点（俄语：Прогрессовское сельское поселение）是俄罗斯联邦沃罗涅日州帕尼诺区所属的一个农村居民点。其下辖有6个居民点，行政中心为第一米哈伊洛夫卡。据2016年统计，该农村居民点的人口为1344人。